# Saggrian
Saggrian (Zagorjane="die Leute hinter dem Berg") ist ein Ortsteil der Gemeinde Küsten in der Samtgemeinde Lüchow (Wendland) im niedersächsischen Landkreis Lüchow-Dannenberg. Der Ort liegt 11 km nordwestlich von Lüchow in der Niederen Geest und bildet zusammen mit Tüschau ein Doppeldorf.
1312 wird das Dorf als Saggaran erstmals erwähnt. Der Ortsname entspricht etymologisch genau der kroatischen Landschaft Zagorje. Nach dem Brand von 1870 wurden die Häuser am gleichen Platz wieder errichtet. Tüschau und Saggrian werden 1929 zu einer Gemeinde zusammengelegt und 1972 im Rahmen der Gemeindegebietsreform zu einem Ortsteil von Küsten. Saggrian gehört zur Kirchengemeinde Krummasel.
|  | Tüschau (links) und Saggrian (rechts) |